# Ulf Malmros
Ulf Peter Vilhelm Malmros, född 16 mars 1965 i Nyeds församling, Värmland, är en svensk filmregissör och manusförfattare.

## Biografi
Ulf Malmros växte upp i Molkom i Värmland. Hans far var folkhögskolelärare och moderatpolitiker.  Ulf Malmros umgicks med David Shutrick och Magnus och Henrik Rongedal, som då hette Bergström. Malmros började vid tretton års ålder göra amatörfilmer. Han flyttade senare till Stockholm för att gå Dramatiska Institutets tv-utbildning. Långfilmsdebuterade gjorde han med filmen Ha ett underbart liv (1992)  och har sedan dess regisserat och skrivit en mängd filmer och tv-serier. 2006 fick han sin första Guldbagge för Tjenare kungen. 2010 tilldelades han en Guldbagge i kategorin Bästa manuskript för manuskriptet till Bröllopsfotografen (2009).
Malmros är gift med kostymören Jaana Fomin som arbetat tillsammans med honom i flera filmer. Filmen Flykten till framtiden regisserade paret tillsammans.
Malmros producerade under 1990-talet ett flertal musikvideor. Han samarbetade där med ett antal olika svenska artister, inklusive med David Shutrick.
Han var sommarpratare i radioprogrammet Sommar på Sveriges Radio P1 2010.

## Filmografi

### Regi

#### Film
- 1992 – Ha ett underbart liv
- 2000 – Den bästa sommaren
- 2002 – Bäst i Sverige!
- 2003 – Smala Sussie
- 2005 – Tjenare kungen
- 2009 – Bröllopsfotografen
- 2012 – Mammas pojkar
- 2014 – Min så kallade pappa
- 2016 – Flykten till framtiden
- 2026 – Grannfejden

#### TV
- 1989 – Elake polisen
- 1994 – Rapport till himlen
- 1996 – Silvermannen
- 1997 – Chock 6 - Det ringer
- 1999 – Sally
- 2006 – Mäklarna
- 2010 – Tv-feber
- 2015 - Ack Värmland

### Filmmanus
- 1989 – Den elake polisen (TV-serie)
- 1994 – Rapport till himlen (TV-serie)
- 1996 – Silvermannen (TV-serie)
- 1997 – Chock 6 - Det ringer (TV)
- 1999 – Sally (TV-serie)
- 2000 – Den bästa sommaren
- 2000 – På gränsen (TV-serie)
- 2003 – Smala Sussie
- 2005 – Tjenare kungen
- 2006 – Mäklarna (TV-serie)
- 2009 – Bröllopsfotografen
- 2010 – TV-feber (TV-film)
- 2012 – Mammas pojkar
- 2014 – Min så kallade pappa
- 2025 – Grannfejden